# Själö

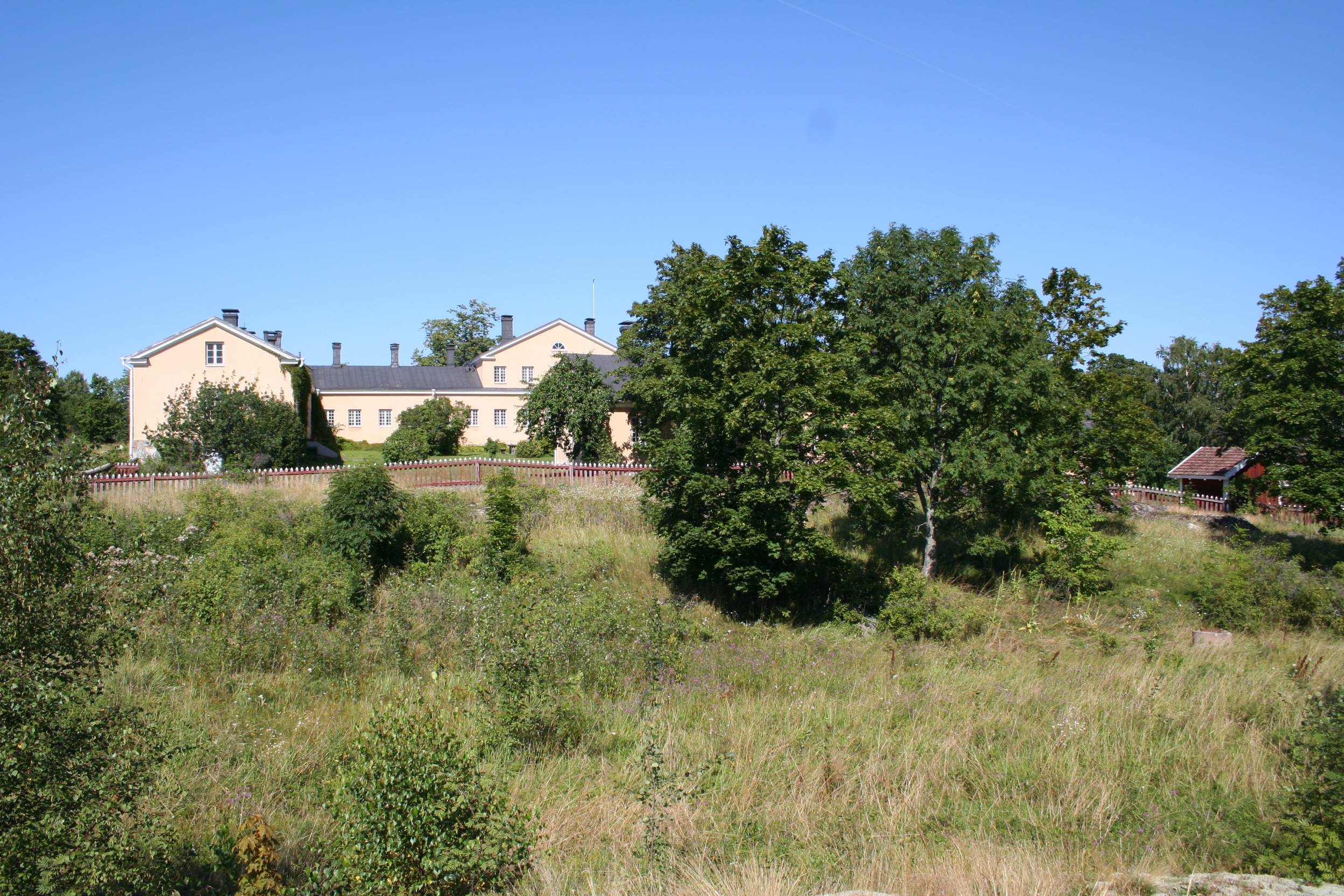
Ehemaliges Krankenhaus

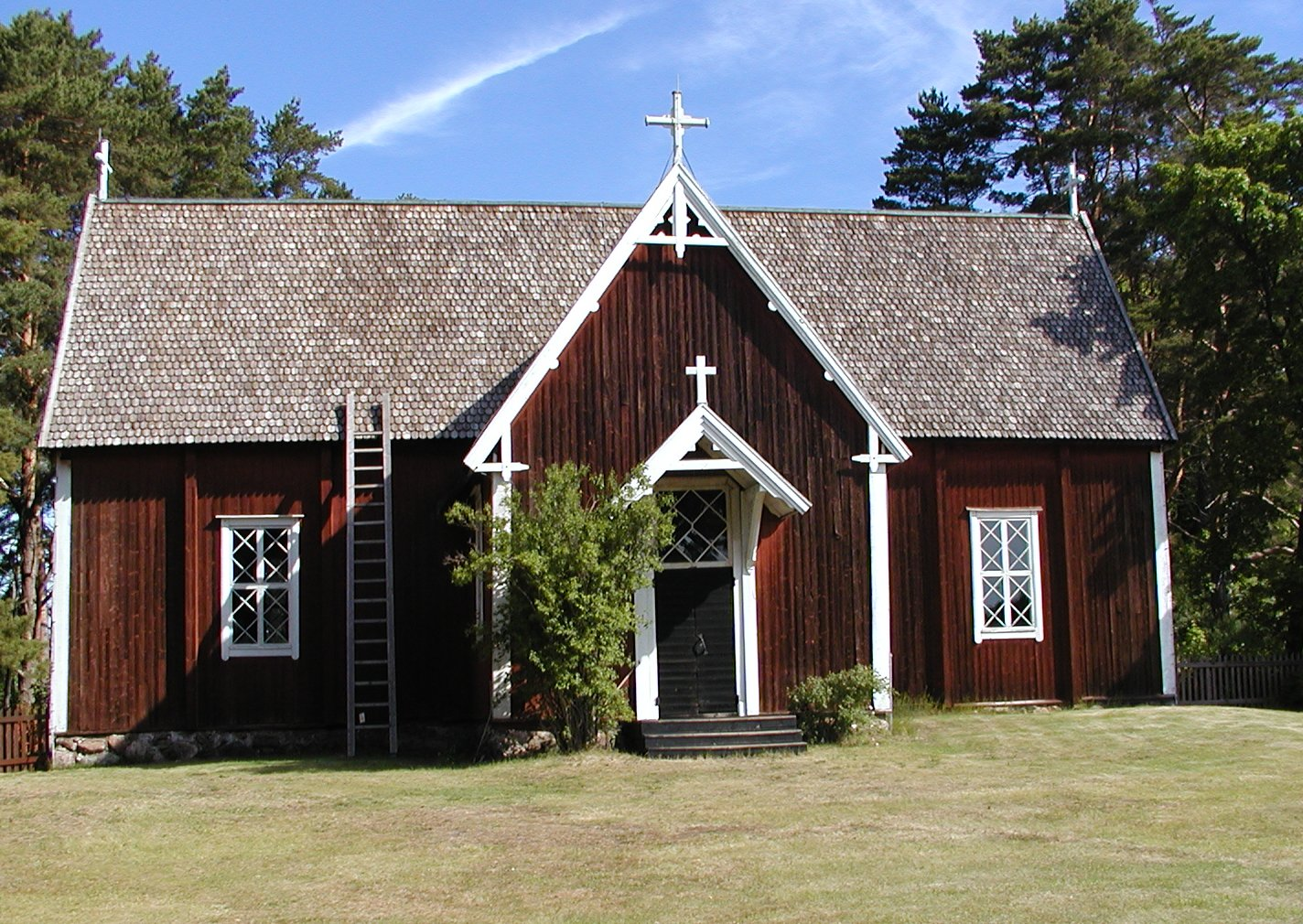
Kirche von Själö

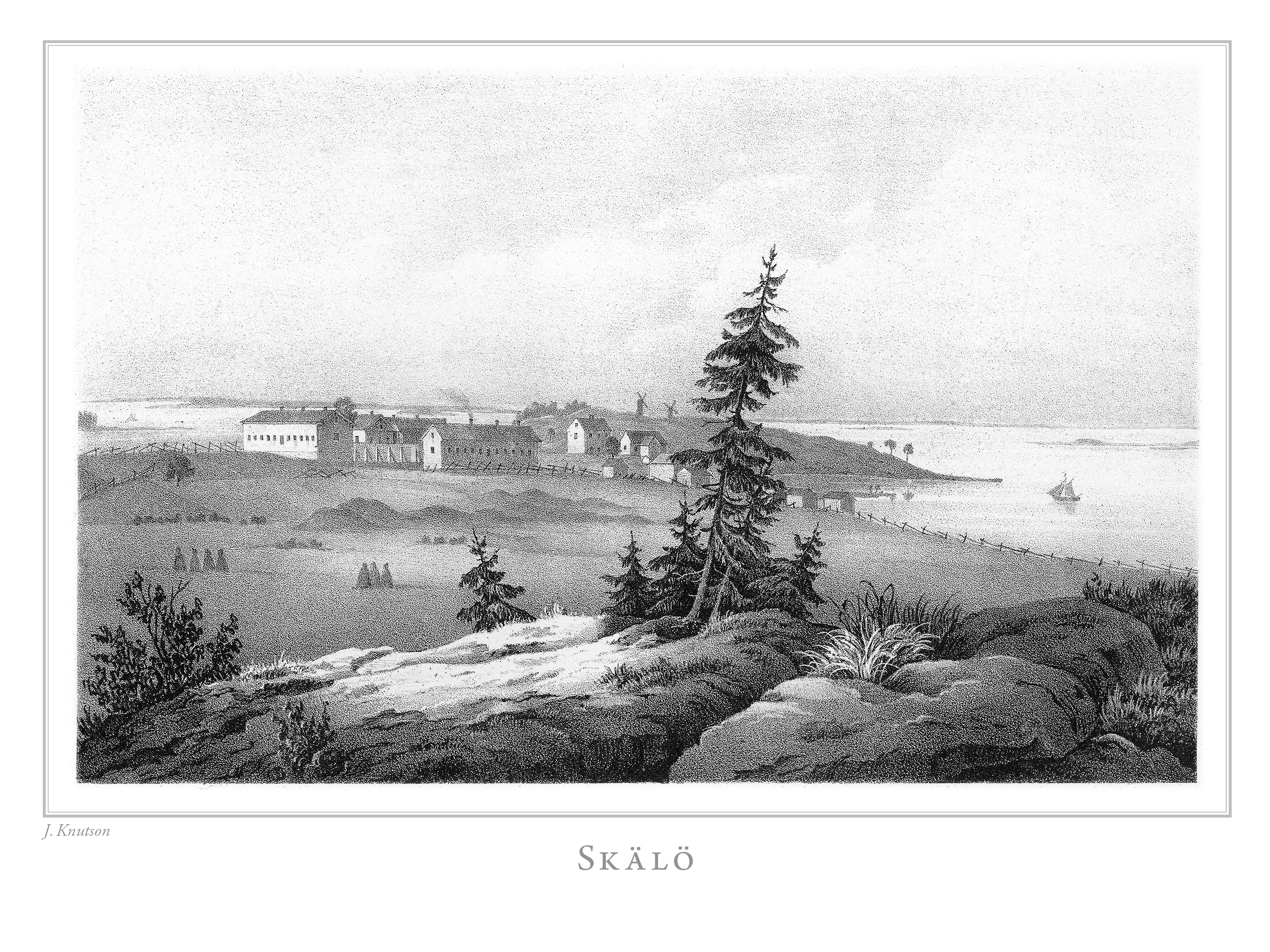
Illustration in Finland framstäldt i teckningar herausgegeben von Zacharias Topelius und veröffentlicht 1845–1852.

Själö  (Schwedisch) oder Seili (Finnisch) ist eine kleine Insel vor den Hauptinseln Nagus im Schärenmeer vor der Südwestküste Finnlands. Själö ist Teil der Gemeinde von Pargas. Die Insel ist für ihre Kirche, ihre Natur, frühere Heilanstalten und ein Forschungsinstitut bekannt.
Es gibt ein weiteres Själö in Väståboland an der Grenze zwischen den früheren Gemeinden Houtskär und Iniö.

## Geschichte
Der finnische Name der Insel, Seili, ist eine Verballhornung des schwedischen Själö ('Robbeninsel' auf Deutsch, själ ist die alte Form von säl für Robbe). Der Name deutet darauf hin, dass die Insel ein Rückzugsort für Robben und damit auch in früheren Zeiten Anziehungskraft auf Robbenjäger hatte. Tatsächlich bestand Själö mindestens bis ins 18. Jahrhundert aus zwei Inseln, die von einer flachen Meerenge getrennt waren. Diese verschwand durch postglaziale Landhebung als Nachwirkung glazialer Verdichtung während der letzten Eiszeit.
Das erste Krankenhaus auf Själö wurde in den 1620er Jahren errichtet. Zuvor gab es auf den Inseln zwei Bauernhöfe, die der Krone gehörten und somit zur Verfügung standen als die Behörden nach einer passenden Insel suchen, auf die das Leprakrankenhaus am Stadtrand von Turku verlegt werden konnte.
Gemäß einem königlichen Erlass des schwedischen Königs Gustav II. Adolf aus dem Jahr 1619 wurden die Gebäude des Krankenhauses in Turku mit Ausnahme der Kapelle niedergebrannt und die Insassen nach Själö gebracht. Das Krankenhaus für Leprakranke auf Själö wurde dem Heiligen Georg geweiht. Der letzte Leprakranke starb 1785, und die Anstalt auf Själö wurde bis 1962 zu einem Krankenhaus oder einer Abschiebeanstalt für psychisch Kranke. Das Krankenhaus war mit Landwirtschaft und Fischerei selbstversorgend. Die heutigen Gebäude auf der Insel, mit Ausnahme der Kapelle (erbaut 1733) und des Pfarrhauses (erbaut 1791) stammen aus dem 19. und 20. Jahrhundert und wurden größtenteils für die Nervenheilanstalt gebaut.
Derzeit beherbergt die Insel das Schärenforschungsinstitut, das Teil der Universität Turku ist. Die Forschung konzentriert sich auf das umliegende Schärenmeer und die gesamte Ostsee.

## Häfen
Es gibt einen kleinen Hafen für Besucher auf der Ostseite und für die Fähre einen Anleger auf der Westseite.

## Rezeption
Der Asteroid 2292 Seili und das finnischsprachige Pop-Album Seili von Jenni Vartiainen wurden nach dem finnischen Namen der Insel benannt.
Johanna Holmströms schwedischsprachiger Roman Själarnas ö („Insel der Seelen“) aus dem Jahr 2017 spielt auf der Insel.